# Anthophora ferghanensis
Anthophora ferghanensis är en biart som beskrevs av Gussakovsky 1935. Anthophora ferghanensis ingår i släktet pälsbin, och familjen långtungebin. Inga underarter finns listade i Catalogue of Life.